# 沙河回族乡
沙河回族乡是中华人民共和国甘肃省酒泉市瓜州县下辖的一个民族乡。

## 行政区划
沙河回族乡下辖以下村级行政区划单位：
长顺村、沙河村、临河村、民和村和河洲村。